# Garten-Tulpe
Die Garten-Tulpe (Tulipa gesneriana) ist eine Pflanzenart aus der Gattung der Tulpen (Tulipa) in der Familie der Liliengewächse (Liliaceae). Diese Art ist eine alte persische Kulturpflanze deren genaue Herkunft wohl die Türkei ist. Möglicherweise stammt sie von Tulipa armena oder Tulipa schrenkii ab.

## Merkmale
Die Garten-Tulpe ist eine ausdauernde krautige Pflanze, die Wuchshöhen von 10 bis 70 Zentimeter erreicht. Dieser Geophyt bildet Zwiebeln als Überdauerungsorgane aus. Die Zwiebelhülle ist innen kahl oder hat nur wenige Haare an der Spitze. Die Pflanze bildet keine Ausläufer. Die Laubblätter sind blaugrün und meist nicht wellig. Die Stängelblätter sind oft schmaler als die Blätter vegetativer Pflanzen, welche eine Breite von mehr als 1,5 bis 2 Zentimeter haben. Der Stängel ist (10) 30 bis 70 Zentimeter lang, kahl und selten fein flaumig. 
Die Blüten stehen einzeln auf den Stängeln. Sie sind am Grund breit napfig. Die Hüllblätter sind verschieden gefärbt, von rot über violett, schwarzviolett und gelb bis weiß. Viruskranke Pflanzen haben geflammte Blüten. Des Weiteren sind die Blütenhüllblätter abgerundet, ausgerandet, stumpf oder spitz und 4 bis 8,2 Zentimeter lang. Die Staubblätter sind purpur oder gelb.
Die Blütezeit ist, je nach Sortengruppe und Standort, ab Anfang April bis Ende Mai.
Die Chromosomenzahl beträgt 2n = 24 oder 36.

## Taxonomie
Die Garten-Tulpe wurde 1753 von Carl von Linné in Species Plantarum Band 1, Seite 306 als Tulipa gesneriana erstbeschrieben. benannt ist sie nach Conrad Gessner, der 1561 eine Beschreibung der Pflanze unter dem Titel De tulipa turcarum lieferte. Die Art hat nach POWO 97 Synonyme.

## Nutzung

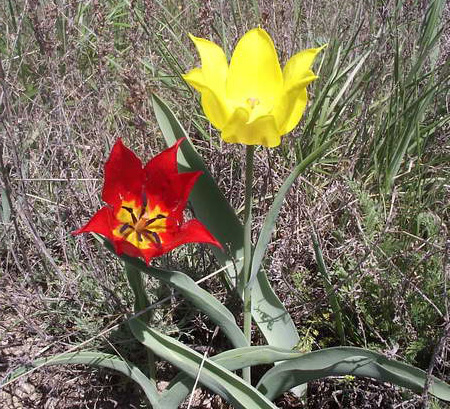
Tulipa gesneriana im Bogdo-Baskuntschak-Naturreservat in Russland an der Grenze zu Kasachstan

Die Garten-Tulpe wird verbreitet als Zierpflanze in Rabatten, Sommerrabatten und Staudenbeeten sowie als Schnittblume genutzt.

## Belege
- Eckehart J. Jäger, Friedrich Ebel, Peter Hanelt, Gerd K. Müller (Hrsg.): Rothmaler Exkursionsflora von Deutschland. Band 5: Krautige Zier- und Nutzpflanzen. Spektrum Akademischer Verlag, Berlin Heidelberg 2008, ISBN 978-3-8274-0918-8.